# پوزه‌منقاری
پوزه‌منقاری یا رامفورینکوس (نام علمی: Rhamphorhynchus) نام یک سرده از راسته پتروسور است.
پوزه‌منقاری در دورهٔ ژوراسیک رایج‌ترین مهره‌دار پرنده‌ی انگلستان و اسپانیا بود. طول بال این جانور کم‌تر از ۲ متر بود و کنار کهن‌بال در آسمان پرواز می‌کرد. پوزه‌منقاری، گرچه در مقایسه با دیگر خزندگان بال‌دار کوچک بود، باز هم چند برابر پرندگانی بود که کنارشان بال می‌زد. این جانور، مثل بیشتر خزندگان بال‌دار، در مناطق ساحلی می‌زیست و کمابیش مطمئن هستیم که ماهی‌ها از اجزای مهم رژیم غذاییش بودند. جمجمه کشیدهٔ پوزه‌منقاری چندین دندان میخ‌مانند و نوک تیزی داشت که هر دو ویژگی درگرفتن شکار به‌کارش می‌آمدند.
این جانور نزدیک سطح آب پرواز می‌کرد و سرش را در آب فرو می‌برد تا ماهی‌ها را در نوک اسیر کند. وقتی نوک بسته می‌شد، دندان‌ها چفت می‌شدند تا ماهی راهی برای فرار نداشته باشد. این جانور پروازگری قدرتمند بود. پوزه‌منقاری دمی دراز با باله‌ای لوزی‌شکل و پوستی در انتهای دم داشت. غشای پایش هم تا مچ پایش کشیده شده بود. بال‌های کشیده و نازکش آن را به‌پیش می‌راندند و دم باریک و شق‌ورقش نقش سکان را برای جهت‌دهی به پرواز بازی می‌کرد. اسکنِ سنگواره حفرهٔ مغزی پوزه‌منقاری نشان می‌دهد که حواسی قوی داشته‌است.